# Kebab extra scharf!
Kebab extra scharf! (auch: Kebab extrascharf!) ist ein österreichischer Fernsehfilm aus dem Jahr 2017 von Wolfgang Murnberger. Der Film wurde am 14. September 2017 auf ARTE erstmals ausgestrahlt. Es handelt sich um die Fortsetzung des Filmes Kebab mit Alles aus dem Jahr 2011. Die Erstausstrahlung im ORF erfolgte am 6. Jänner 2018.

## Handlung
Ein gemeinsamer Fernsehauftritt von Johann Stanzerl, dem Betreiber eines Wiener Kaffeehauses, und des türkischstämmigen Geschäftsmannes Mustafa Öztürk in der Barbara Karlich Show sollte eigentlich als Beispiel gelungener Integration präsentiert werden und Werbung für deren beide Lokale sein, der Auftritt eskaliert jedoch vor laufender Kamera und endet in Handgreiflichkeiten.
Johann steckt in finanziellen Schwierigkeiten, sein Kaffeehaus ist wirtschaftlich am Ende und er ist hoffnungslos verschuldet. Außerdem konnte er seit Monaten keine Miete mehr bezahlen, daher reicht Mustafa, der auch sein Vermieter ist, eine Räumungsklage ein. Johann kann kaum noch schlafen, und wenn er dann doch endlich einschläft, wird er von Albträumen geplagt, er sucht daher den Psychiater Dr. Eugen auf.
Mustafa ist hingegen wirtschaftlich erfolgreich, kann jedoch seinen Triumph über Johann kaum auskosten, weil sich sein erzkonservativer anatolischer Schwiegervater, der General, zu Besuch angekündigt hat. Mustafa hat bei der Schilderung seines Geschäftes seiner türkischen Familie gegenüber maßlos übertrieben und dieses viel größer dargestellt, als es tatsächlich ist. Mustafa möchte um jeden Preis einen Gesichtsverlust verhindern und macht daher Johann den Vorschlag, dieser solle ihm für eine Woche sein Lokal zur Verfügung stellen und sich für die Dauer des Besuchs als Mustafas Angestellter ausgeben. Im Gegenzug dazu ziehe Mustafa seine Räumungsklage zurück und erlasse ihm die Mietschulden. Johann geht auf das Angebot ein.
Der General überrascht Mustafa und Sabrie mit der Information, dass er zum Beschneidungsfest von Mustafas Sohn Kemal gekommen ist. Den zur Familientradition gehörenden Esel zu diesem Fest hat er bereits überbringen lassen. Während Sabrie eine Beschneidung begrüßt, steht Mustafa dem Vorhaben eher ablehnend gegenüber. Aufgrund der wirtschaftlichen Abhängigkeit vom General stimmt er jedoch vorerst zu.
Mustafas Sohn selbst möchte überhaupt nicht beschnitten werden. Erst nachdem die Schwester von Kemal, Zeynep, ihm damit droht, ihn nachts, während er schläft, zu beschneiden, erklärt sich Kemal dazu bereit, verbindet jedoch damit finanzielle Forderungen an seine Eltern. Nachdem Johann von der geplanten Beschneidung in seinem Lokal erfährt, fürchtet er, dass er aufgrund dessen die letzten Stammgäste verliert und versucht, Kemal mit Informationen über mögliche negative Folgen der Beschneidungen zu beeinflussen. Kemal beginnt daraufhin im Internet zu recherchieren, wird dabei aber von seiner Schwester gehindert. Johann stellt ihm daher ausgedruckte Dokumente zur Verfügung.
Nach den Schilderungen des Generals von seiner eigenen Beschneidung mit einer Rasierklinge und dem Streuen von Salz in die offene Wunde flüchtet Kemal zu den Stanzerls. Johann möchte ihm helfen und versuchen, die Beschneidung zu verhindern. Er will dies allerdings mit einem Gesichtsverlust von Mustafa verbinden, sodass er das Lokal wieder für sich hat. Als Teil des Planes gibt Sofie irrtümlich in den Tee des Generals ein Schlafmittel, das eigentlich für den Beschneider gedacht war. Nachdem Mustafa Johann erklärt, er wolle ebenfalls seinem Sohn helfen, indem er die Beschneidung nur vortäuscht, bricht Johann die von ihm geplante Aktion ab. Anstatt der Penisvorhaut werden beim Fest Tintenfischringe vorgezeigt. Der bereits schlafende General wird am Wiener Hauptbahnhof in einen Bus nach Istanbul verfrachtet. Mustafa und Johann einigen sich darauf, die beiden Lokale wieder in den ursprünglichen Zustand zu versetzen.

## Produktion
Die Dreharbeiten fanden von 20. Juni bis 18. Juli 2016 statt, gedreht wurde in Wien. Drehorte waren unter anderem der Yppenplatz und die Brunnengasse. Produziert wurde der Film von der Allegro Film, beteiligt waren der Österreichische Rundfunk und ARTE, unterstützt wurde die Produktion vom Filmfonds Wien und dem Fernsehfonds Austria. Das Szenenbild erstellte Maria Gruber nach der Originalvorlage aus Kebab mit Alles. Für das Kostümbild zeichnete Martina List verantwortlich, für den Ton Heinz Ebner und für das Maskenbild Susanne Weichesmiller.

## Rezeption
Die Berliner Morgenpost bezeichnete dem Film als „intelligente Komödie über Probleme, die entstehen, wenn Vorurteile und zu viel der Ehre das Zusammenleben der Kulturen diktieren.“ Es sei nicht nötig, Teil eins zu kennen, um Teil zwei genießen zu können.
Die Erstausstrahlung auf ARTE erreichte 910.000 Zuseher, der Marktanteil betrug 3,1 Prozent.